# Paramignya confertifolia
Paramignya confertifolia är en vinruteväxtart som beskrevs av Walter Tennyson Swingle. Paramignya confertifolia ingår i släktet Paramignya och familjen vinruteväxter. Inga underarter finns listade i Catalogue of Life.